# Kasteel van Autreville-sur-la-Renne
Het Kasteel van Autreville-sur-la-Renne (Frans: Château d'Autreville-sur-la-Renne) is een kasteel in de Franse gemeente Autreville-sur-la-Renne. Het kasteel is een beschermd historisch monument sinds 2004.